# Настане час (роман)
 «Настане час» (англ. There Will Be Time) — фантастичний роман американського письменника Пола Андерсона. 1972 року роман вийшов у твердій обкладинці у видавництві Doubleday, 1973 року — у м'якій обкладинці у видавництві New American Library. Сюжет роману ґрунтується навколо пригод людини, яка завдяки генетичній мутації отримала вроджену здатність подорожувати у часі.
1973 року роман номінувався на премію Г'юго за найкращий роман.

## Сюжет
Головний герой, Джек Хейвіг, народився у 1933 році на Середньому Заході США з генетичною мутацією, яка дозволяла йому подорожувати у часі. Змалку він здійсняє подорожі з сьогодення у минуле та майбутнє. За його словами, в 21-му сторіччі, через забруднення навколишнього природного середовища та ядерну війну, в світі відбудеться апокаліпсис. Нова Зеландія та Мікронезія, які найменш постраждають від війни, відродять цивілізацію, створивши Федерацію Маурі. Її народ основну увагу буде приділяти гармонійному високотехнологічному розвитку у рамках екологічних вимог. Цивілізація Маурі буде в кінцевому підсумку домінувати у світі і нав'язувати своє бачення менш розвиненим країнам, з вимогами побудови більш екологічно збалансованого світу. 
У пошуках таких людей як він сам Хейвіг прямує до Єрусалиму у часи розп'яття Христа. Там він зустрічає групу з вербувальників держави Еерія, яка була створена такими ж мутантами як він сам, що здатні переміщатися у часі. Лідером держави є Калеб Волліс, протиставляючий Еерію цивілізації Маурі. Воллісу вдається переконати Хейвіга, що основою для майбутнього прогресу були саме його зусилля. Хейвіг приєднується до Еерії і заводить роман із Леонсою, дівчиною-шаманкою з доісторичної Європи. Виконуючи місію Еерії, Джек прямує у середньовічний Константинополь, у часи четвертого хрестового походу. Своєю базою Джек робить Константинополь і вступає в таємний шлюб з дочкою місцевого ювеліра Ксенією.
Незабаром у Джека з'являються сумніви у правоті Волліса, і він біжить з Еерії. В нього відбувається сутичка з найманцями Волліса, які намагалися зґвалтувати його дружину. Джек переховує дружину в Константинополі, а сам подорожує по епосі Маурі, щоб глибше вивчити цю цивілізацію. Проте агенти Еерії влаштовують пастку в будинку його хворої дружини, захоплюють Хейвіга і залишають Ксенію вмирати. Маски скинуті: Волліс показує своє справжнє обличчя, і Хейвіг розуміє, що він — расист та самозваний фюрер. Леонса допомагає Джеку втекти, вони вирушають разом у віддалене майбутнє, де знаходять Господарів Зірок, бачать космічні кораблі. Хейвіг вирішує знищити Еерію. Роберт Андерсон зі штабом вчених допомагають йому. Хейвіг створює свою власну організацію однодумців здатних подорожувати у часі, і знищує Еерію. Хейвіг і Леонса прощаються з Андерсоном, заявляючи про свій намір вирушити у космічну подорож (завдяки їх здатності подорожувати у часі їм не потрібен анабіоз), вони стверджують, що Господарі Зірок — це їхня раса.